# Vallentigny
Vallentigny – miejscowość i gmina we Francji, w regionie Grand Est, w departamencie Aube.
Według danych na rok 1990 gminę zamieszkiwało 205 osób, a gęstość zaludnienia wynosiła 13 osób/km².

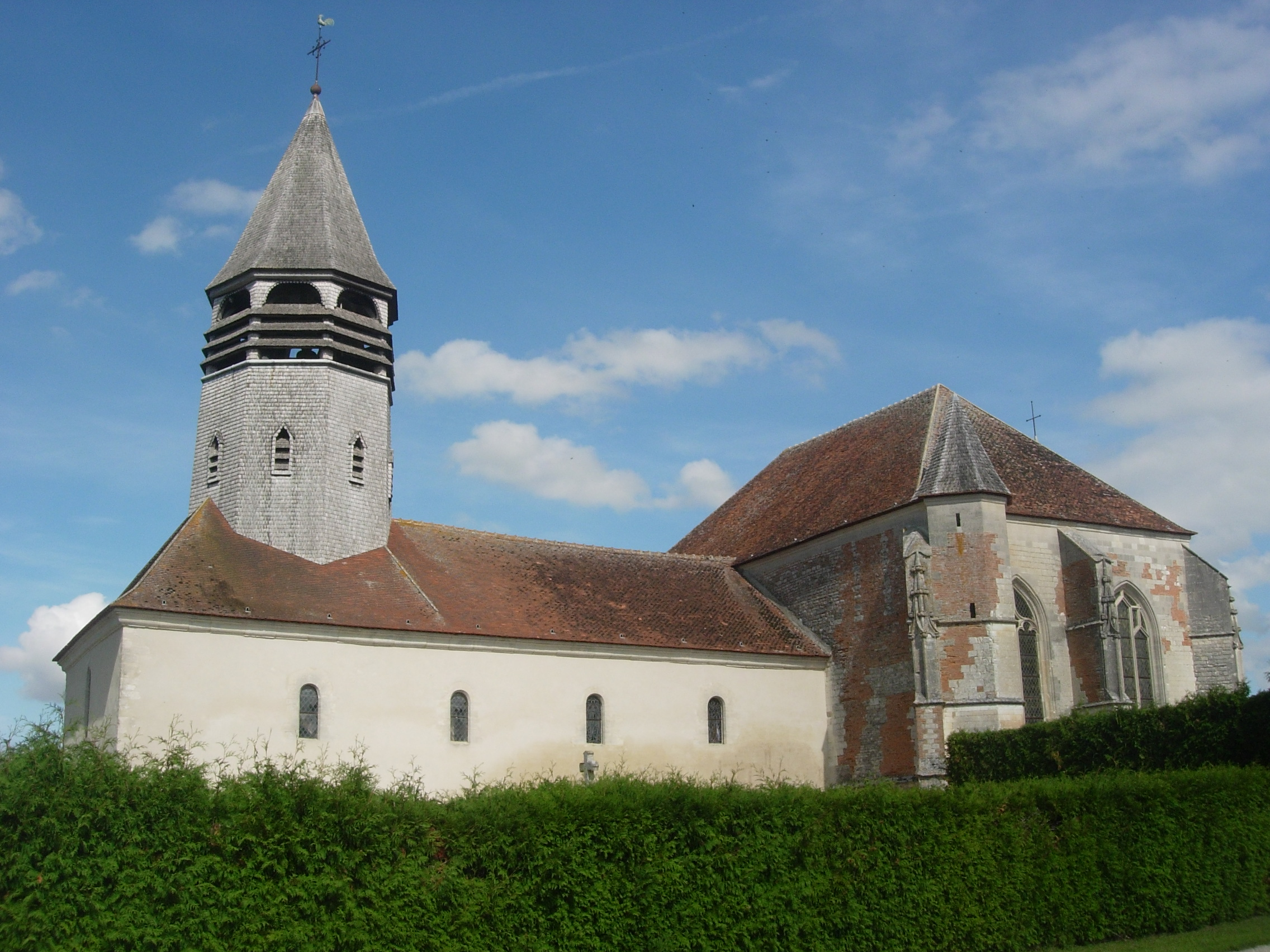
Kościół w Vallentigny, 2011